# Château de Wray
Wray Castle est un bâtiment néo-gothique victorien à Claife dans le comté anglais de Cumbria. La maison et le terrain appartiennent au National Trust depuis 1929, et la maison est régulièrement ouverte au public depuis 2013,. Les terrains, qui comprennent une partie du rivage de Windermere, sont ouverts toute l'année et sont réputés pour leur sélection d'arbres spécimens - Wellingtonia, séquoia, Ginkgo biloba, tilleul pleureur et variétés de hêtre.
Entre mars et octobre, Windermere Lake Cruises exploite un service de bateaux à passagers sur Windermere depuis Ambleside et le centre d'accueil des visiteurs du parc national de Brockhole jusqu'au château de Wray.

## Histoire
La maison est construite en 1840 pour un chirurgien de Liverpudlian à la retraite, James Dawson, qui la construit avec l'église Wray voisine en utilisant la fortune de sa femme. Après la mort de Dawson en 1875, le domaine passe à son neveu de quinze ans, Edward Preston Rawnsley. En 1877, le cousin d'Edward, Hardwicke Rawnsley, obtient le poste de vicaire de l'église Wray. Pour protéger la campagne d'un développement préjudiciable, Hardwicke Rawnsley, s'appuyant sur une idée avancée par John Ruskin, conçoit un National Trust qui pourrait acheter et préserver des lieux de beauté naturelle et d'intérêt historique pour la nation.

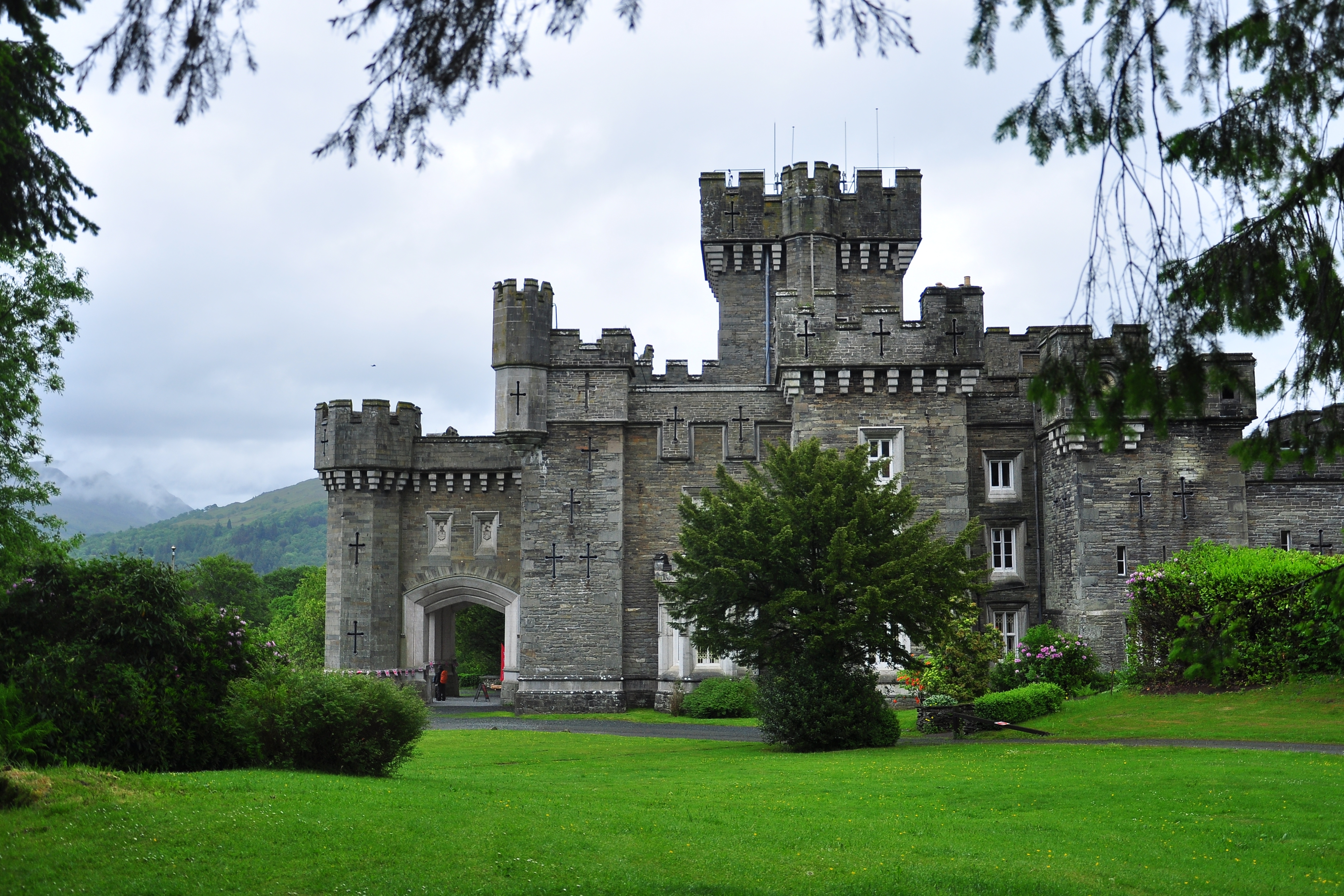
Beatrix Potter, âgée de 16 ans, séjourne ici en 1882 pour des vacances en famille, commençant sa longue association avec le Lake District

La maison est associée à un autre acteur clé du National Trust, Beatrix Potter, qui y passe des vacances d'été à l'âge de 16 ans en 1882. Elle achète une petite ferme dans la région de Claife, Hill Top, en 1905 avec les redevances de son premier livre Pierre Lapin. Elle achète ensuite des terres considérables à proximité, bien qu'elle n'ait jamais possédé le château lui-même. En 1929, le château de Wray et 64 acres (25,9 ha) de terrain sont donnés au National Trust par Sir Noton et Lady Barclay.
Depuis que le National Trust a acquis le château, il est utilisé à diverses fins, pendant une courte période à partir de 1929 en tant qu'auberge de jeunesse. Pendant vingt ans à partir de 1931, le château abrite les bureaux de la Freshwater Biological Association.
De 1958 à 1998, il est un collège de formation pour les officiers radio de la marine marchande (RMS Wray Castle), avec jusqu'à 150 cadets vivant dans le château tout en étudiant les procédures et les réglementations concernant l'utilisation de la radio pour la "sécurité de la vie humaine en mer".
Le système mondial de détresse et de sécurité en mer ou GMDSS est introduit en 1988 et tous les navires devaient être équipés d'ici 1999, mettant ainsi fin au poste d'officier radio. En 1995, le dernier «officier radio» part et le collège se diversifie dans la formation sur les ROV et les télécommunications générales, continuant à utiliser le nom de Wray Castle Limited. Wray Castle Limited continue de délivrer des licences GMDSS dans le cadre de son rôle d'exploitation du centre d'administration national au nom de l'AMERC (Association of Marine Electronic and Radio Colleges), déménageant loin du château en 2004.
En 2011, le National Trust propose de louer la propriété, qui a été dépouillée de son mobilier, pour l'utiliser comme hôtel. Cependant, il est décidé de l'ouvrir au public pendant la saison des visiteurs cette année-là. Un nombre élevé de visiteurs indique que la propriété, qui dans son état vide est particulièrement adaptée aux enfants, a un potentiel évident pour devenir une attraction touristique. En 2014, le Trust demande une autorisation de planification rétrospective pour changer l'utilisation du bâtiment classé en attraction touristique.